# Pseudomicrommata
Genre
Pseudomicrommata est un genre d'araignées aranéomorphes de la famille des Sparassidae.

## Distribution
Les espèces de ce genre se rencontrent en Afrique et en Iran.

## Liste des espèces
Selon World Spider Catalog (version 21.0, 15/06/2020) :
- Pseudomicrommata longipes (Bösenberg & Lenz, 1895)
- Pseudomicrommata mary Moradmand, 2015
- Pseudomicrommata mokranica Moradmand, Zamani & Jäger, 2019
- Pseudomicrommata schoemanae Moradmand, 2015
- Pseudomicrommata vittigera (Simon, 1897)

## Publication originale
- Järvi, 1912 : Das Vaginalsystem der Sparassiden. I. Allgemeiner Teil. Annales Academiæ Scientiarum Fennicæ, vol. 4, p. 1-131.